# Village d'Umusambi
 (avril 2024).

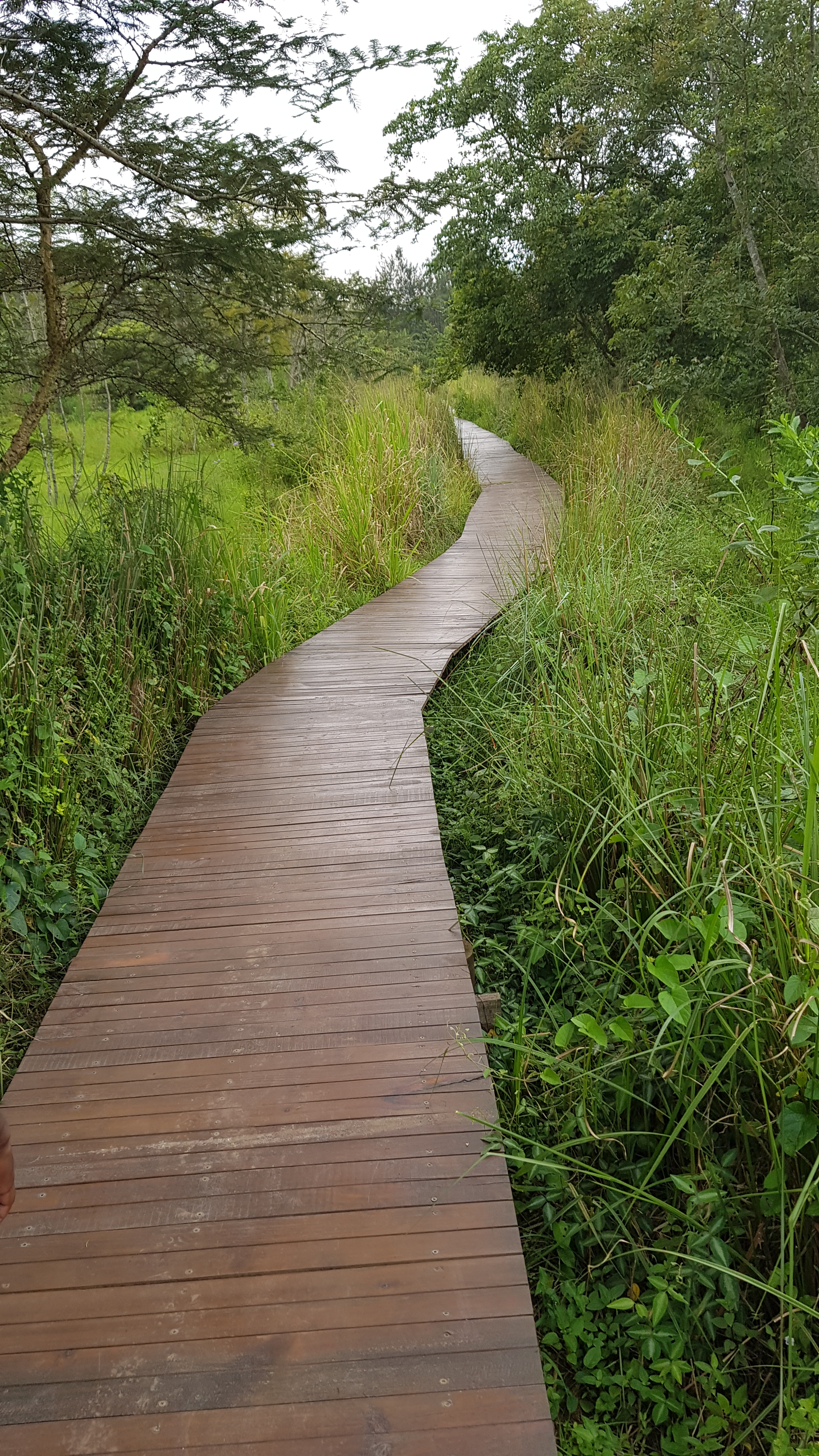
Aperçu du village d'Umusambi.

Le village d'Umusambi est un marais restauré situé à Kigali, au Rwanda, fondé par l'Association Rwandaise pour la conservation de la faune sous la direction du vétérinaire Olivier Nsengimana, qui sert d'abri à plus de 50 grues royales, couronnées grises vulnérables (Balearica regulorum), sauvées du commerce illégal d'animaux de compagnie. Ces oiseaux ont été handicapés par la captivité et ne peuvent pas être relâchés dans la nature. Le village d'Umusambi offre à ces oiseaux un cadre stimulant dans lequel ils peuvent renouer avec la nature.

## Histoire
Nsengimana a lancé le projet village d'Umusambi (Umusambi Village) en 2014. L'objectif était de mettre fin au commerce illégal de grues, de sensibiliser et relâcher de nombreuses grues captives dans la nature, dans le parc national de l'Akagera.
Au cours du projet, ils ont découvert que plusieurs grues avaient été paralysées en raison de leur emprisonnement. Ceci est fréquemment associé à leur saisie et à leur transport, ainsi qu'à la coupe de leurs ailes pour les empêcher de s'envoler, ce qui peut devenir catastrophique, si cela est fait sans compétence,.